# Słownik historyków polskich
Słownik historyków polskich – słownik zawierający biogramy nieżyjących polskich historyków od Galla Anonima do roku 1993.

## Treść i układ
Słownik ukazał się pod redakcją Marii Prosińskiej-Jackl w 1994 roku. W jego opracowaniu wzięło udział kilkudziesięciu polskich historyków historiografii. Zawiera ponad 1600 haseł osobowych. Uwzględniono w nim badaczy, dydaktyków i popularyzatorów, a także twórców różnych form eseistyki, historiozofii i publicystyki historycznej. Teksty haseł zawierają, oprócz życiorysu, zwięzłą charakterystykę twórczości. Część biogramów zawiera podstawową bibliografię przedmiotową.

## Recenzje
- Przemysław Czyżewski, „Białostocczyzna”, 10 (1995), nr 3 s. 145–146.
- Małgorzata Osiecka, „Archeion”, 95 (1995), s. 145–146.
- Jerzy Róziewicz, „Kwartalnik Historii Nauki i Techniki”, 41 (1996), nr 2, s. 153–165.
- Krzysztof Groniowski, Słownik historyków polskich z perspektywy pięciolecia, „Wiadomości Historyczne”, 41 (1998), nr 1 s. 53–56.
- Dariusz Matelski, „Poznański Rocznik Archiwalno-Historyczny”, 4 (1996), s. 175–177.